# آ-سون-اس
آ-سون-اس (انگلیسی: A7S؛ زادهٔ ۳ مهٔ ۱۹۹۴) با نام کامل آلکساندر میشل تیدبرینگ استومبرگ و نام هنری آ-سون-اس، خواننده، ترانه‌سرا، تهیه‌کننده موسیقی، و خوانندهٔ مؤلف است.